# Monti Finisterre
I Monti Finisterre sono una catena montuosa situata nel sud-est della Papua Nuova Guinea, che culmina con il Monte Boising a un'altitudine di 4.150 metri ed è la seconda vetta del paese dopo il monte Wilhelm.La prima escensione di questa montagna è stata effettuata nel 2014.